# Nuoto ai Giochi olimpici intermedi - 1 miglio stile libero
La gara di 1 miglio stile libero era una delle quattro gare del programma di nuoto dei Giochi olimpici intermedi di Atene. Vi parteciparono ventiquattro nuotatori, provenienti da dieci nazioni.

## Finale
La gara consisteva in un solo turno, che si svolse la mattina del 24 aprile 1906.
Il favorito era senza dubbio John Jarvis dalla Gran Bretagna, uno dei più grandi nuotatori della storia del nuoto inglese, che vinse due medaglie olimpiche anche alle Giochi della II Olimpiade di Parigi del 1900 nei 1000 metri e nei 4000 metri stile libero. Comunque, Jarvis finì solo secondo, sconfitto di quasi due minuti dal suo connazionale Henry Taylor. Il record del mondo di Barney Kieran del 1906 rimase intatto ai 23'16"8.
A metà della gara, la classifica era: 1) Taylor 12'20", 2) Jarvis 12'38", 3) Scheff 12'54", 4) Pape 13'40", 5) Schiele 13'50", 6) Bahnmeyer 13'51". La speranza tedesca, Emil Rausch, era un cattivo nuotatore nelle gare di costa ed era svantaggiato nel nuotare in una baia a causa delle grandi onde che gli impedivano una bracciata costante.

### Risultati
| Posizione | Atleta                | Paese       | Tempo   |
| --------- | --------------------- | ----------- | ------- |
|           | Henry Taylor          | Regno Unito | 28'28"0 |
|           | John Jarvis           | Regno Unito | 30'07"6 |
|           | Otto Scheff           | Austria     | 30'53"4 |
| 4         | Max Pape              | Germania    | 32'34"6 |
| 5         | Emil Rausch           | Germania    | 32'40"6 |
| 6         | Ernst Bahnmeyer       | Germania    | 33'29"4 |
| 7         | Oscar Schiele         | Germania    | 33'52"4 |
| 8         | Leopold Mayer         | Austria     | 34'41"0 |
| 9         | Joseph Spencer        | Stati Uniti | 34'50"0 |
| 10        | Simon Orlik           | Austria     | 36'25"0 |
| 11        | Hjalmar Saxtorph      | Danimarca   | 38'24"0 |
| ritirato  | Albert Bougouin       | Francia     | ---     |
| ritirato  | Stanley Cooper        | Regno Unito | ---     |
| ritirato  | Cecil Healy           | Australia   | ---     |
| ritirato  | Vasilios Leontopoulos | Grecia      | ---     |
| ritirato  | Charles Norelius      | Svezia      | ---     |
| ritirato  | Paul Radmilovic       | Regno Unito | ---     |
| ritirato  | Nils Regnell          | Svezia      | ---     |
| ritirato  | Georgios Soulis       | Grecia      | ---     |
| ritirato  | Spyridōn Tzetzos      | Grecia      | ---     |
| ritirato  | Paul Vasseur          | Francia     | ---     |
| ritirato  | Gustaf Wretman        | Svezia      | ---     |
| ritirato  | Mario Albertini       | Italia      | ---     |
| ritirato  | Edmond Bernhardt      | Austria     | ---     |